# Paradiso (Lucio Battisti Songbook)
Paradiso (Lucio Battisti Songbook) — сборник (бокс-сет) итальянской певицы Мины, выпущенный 30 ноября 2018 года на лейблах PDU и Warner Music Italy.

## Об альбоме
Сборник содержит все песни Лучо Баттисти, записанные Миной на протяжении её карьеры. Многие из них уже были ранее опубликованы на альбомах Minacantalucio и Mazzini canta Battisti, выпущенные соответственно в 1975 и в 1994 году. Примечательно, что на обложке бокс-сета использована та же фотография, что и на Minacantalucio и Mazzini canta Battisti. На альбоме также представлены (но только на CD-версии) испанские и французские версии песен, записанные в семидесятые годы.
Специально для сборника Мина записала две новые песни — «Il tempo di morire» и «Vento nel vento» — обе были выпущены в качестве синглов.
Сборник был выпущен 30 ноября 2018 года как двойной CD и тройной LP. Оформлением альбома занимались Мауро Балетти и Джузеппе Спада. В буклете CD-издания также можно найти письмо, отправленное Миной Баттисти 28 сентября 1998 года, после его смерти.
Альбом получил положительные отзывы критиков и слушателей, он занял второе место в итальянском хит-параде и уже через месяц после релиза он получил золотую сертификацию. Сайт Rockol поставил альбому восемь из десяти, а журнал Panorama поставил его на первое место среди лучших альбомов 2018 года.

## Список композиций
Все тексты написаны Моголом, за исключением отмеченных, вся музыка написана Лучо Баттисти.

### CD-издание
| №   | Название                                                                     | Длительность |
| --- | ---------------------------------------------------------------------------- | ------------ |
| 1.  | «Vento nel vento»                                                            | 4:36         |
| 2.  | «Il tempo di morire»                                                         | 4:06         |
| 3.  | «Io e te da soli»                                                            | 4:37         |
| 4.  | «Eppur mi son scordato di te»                                                | 3:34         |
| 5.  | «Perché no»                                                                  | 5:12         |
| 6.  | «Insieme»                                                                    | 4:12         |
| 7.  | «Io vorrei… non vorrei… ma se vuoi»                                          | 3:13         |
| 8.  | «Con il nastro rosa»                                                         | 4:55         |
| 9.  | «Nessun dolore»                                                              | 4:16         |
| 10. | «E penso a te»                                                               | 3:40         |
| 11. | «Acqua azzurra, acqua chiara»                                                | 4:13         |
| 12. | «Amor mio»                                                                   | 4:46         |
| 13. | «La mente torna»                                                             | 4:26         |
| 14. | «Il leone e la gallina»                                                      | 3:52         |
| 15. | «Io vivrò senza te» (Live da Bussoladomani)                                  | 4:57         |
| 16. | «Emozioni / Ancora tu / Si, viaggiare / I giardini di marzo» (Medley [Live]) | 9:33         |

| №                   | Название                                                  | Текст песни         | Длительность |
| ------------------- | --------------------------------------------------------- | ------------------- | ------------ |
| 1.                  | «I giardini di marzo»                                     |                     | 6:04         |
| 2.                  | «Il nostro caro angelo»                                   |                     | 4:08         |
| 3.                  | «Dieci ragazzi»                                           |                     | 2:36         |
| 4.                  | «Innocenti evasioni»                                      |                     | 3:24         |
| 5.                  | «7 e 40»                                                  |                     | 3:35         |
| 6.                  | «Emozioni»                                                |                     | 4:35         |
| 7.                  | «Fiori rosa fiori di pesco»                               |                     | 3:04         |
| 8.                  | «29 settembre»                                            |                     | 3:34         |
| 9.                  | «L’aquila»                                                |                     | 4:30         |
| 10.                 | «Non è Francesca»                                         |                     | 3:34         |
| 11.                 | «Amor mio» (испанская версия «Amor mio»)                  | Августо Альгеро     | 4:50         |
| 12.                 | «Yo pienso en ti» (испанская версия «E penso a te»)       | Крессенсио Прада    | 3:43         |
| 13.                 | «Juntos» (испанская версия «Insieme»)                     | Хулио Сезар         | 4:09         |
| 14.                 | «Que nos separemos» (испанская версия «Io e te da soli»)  | Августо Альгеро     | 4:33         |
| 15.                 | «La mente cambia» (испанская версия «La mente torna»)     | Крессенсио Прада    | 4:27         |
| 16.                 | «L’amour est mort» (французская версия «Io e te da soli») | Жак Демарни         | 4:30         |
| Общая длительность: | Общая длительность:                                       | Общая длительность: | 130:42       |

### LP-издание
| №  | Название                            | Длительность |
| -- | ----------------------------------- | ------------ |
| 1. | «Vento nel vento»                   | 4:36         |
| 2. | «Il tempo di morire»                | 4:06         |
| 3. | «Io e te da soli»                   | 4:37         |
| 4. | «Eppur mi son scordato di te»       | 3:34         |
| 5. | «Io vorrei… non vorrei… ma se vuoi» | 3:13         |

| №  | Название             | Длительность |
| -- | -------------------- | ------------ |
| 1. | «Perché no»          | 5:12         |
| 2. | «Insieme»            | 4:12         |
| 3. | «Con il nastro rosa» | 4:55         |
| 4. | «E penso a te»       | 3:40         |

| №  | Название                      | Длительность |
| -- | ----------------------------- | ------------ |
| 1. | «Nessun dolore»               | 4:16         |
| 2. | «Acqua azzurra, acqua chiara» | 4:13         |
| 3. | «Amor mio»                    | 4:46         |
| 4. | «La mente torna»              | 4:26         |

| №  | Название                                                                     | Длительность |
| -- | ---------------------------------------------------------------------------- | ------------ |
| 1. | «Il leone e la gallina»                                                      | 3:52         |
| 2. | «Io vivrò senza te» (Live da Bussoladomani)                                  | 4:57         |
| 3. | «Emozioni / Ancora tu / Si, viaggiare / I giardini di marzo» (Medley [Live]) | 9:33         |

| №  | Название                | Длительность |
| -- | ----------------------- | ------------ |
| 1. | «I giardini di marzo»   | 6:04         |
| 2. | «Il nostro caro angelo» | 4:08         |
| 3. | «Dieci ragazzi»         | 2:36         |
| 4. | «Innocenti evasioni»    | 3:24         |
| 5. | «7 e 40»                | 3:35         |

| №                   | Название                    | Длительность |
| ------------------- | --------------------------- | ------------ |
| 1.                  | «Emozioni»                  | 4:35         |
| 2.                  | «Fiori rosa fiori di pesco» | 3:04         |
| 3.                  | «29 settembre»              | 3:34         |
| 4.                  | «L’aquila»                  | 4:30         |
| 5.                  | «Non è Francesca»           | 3:34         |
| Общая длительность: | Общая длительность:         | 115:41       |

## Чарты

### Еженедельные чарты
| Чарт (2018)                | Высшая позиция |
| -------------------------- | -------------- |
| Италия (Classifica album)  | 2              |
| Италия (Classifica vinili) | 2              |

### Годовые чарты
| Чарт (2018)               | Позиция |
| ------------------------- | ------- |
| Италия (Classifica album) | 38      |

## Сертификации и продажи
| Регион                                                       | Сертификация | Продажи |
| ------------------------------------------------------------ | ------------ | ------- |
| Италия (FIMI)                                                | Платиновый   | 50 000* |
| * Данные о продажах приведены только на основе сертификации. |              |         |